# Alevonota rufotestacea
Alevonota rufotestacea är en skalbaggsart som först beskrevs av Ernst Gustav Kraatz 1856.  Alevonota rufotestacea ingår i släktet Alevonota, och familjen kortvingar. Arten är reproducerande i Sverige.